# Newton Scamander
Newton Artemis Fido "Newt" Scamander, O.M. (Second Class), (sinh ngày 24 tháng 2 năm 1897) là một nhân vật giả tưởng trong bộ phim Sinh vật huyền bí và nơi tìm ra chúng, nhưng ông đã được biết đến trước đó trong bộ tiểu thuyết Harry Potter của J. K. Rowling.
Ông là tác giả của cuốn sách "Sinh vật huyền bí và nơi tìm ra chúng". Từ nhỏ, Scamander có niềm yêu thích, quan tâm đến các sinh vật huyền bí, do ông chịu ảnh hưởng bởi người mẹ chăm sóc Bằng mã. Ông theo học Trường Đào tạo Phù Thủy và Pháp Sư Hogwarts, nơi ông được xếp vào nhà Hufflepuff.
Khi còn đi học, ông rất thân với một cô bạn là Leta Lestrange vì cả hai đều say mê các sinh vật huyền bí. Nhưng thử nghiệm của Leta đã đi quá đà dẫn tới đe dọa tính mạng của bạn học. Không cam lòng đứng nhìn cô bạn thân của mình bị đuổi, Newts đã nhận lỗi và vì thế ông bị trục xuất khỏi Hogwarts. Thầy Albus Dumbledore lúc đó là giáo sư bộ môn Biến hình đã hết sức để phản đối việc đó nhưng không có kết quả.
Scamander gia nhập vào Bộ Pháp thuật, trải qua hai năm trong Văn phòng Tái Định Cư Yêu Tinh trước khi được thuyên chuyển sang Cục Phân Loại Sinh Vật. Năm 1918, ông được Augustus Worme uỷ quyền để viết cuốn "Sinh vật huyển bí và nơi tìm ra chúng". Cuốn sách trở thành một trong những tựa sách bán chạy nhất thời đó, khiến Scamander trở thành một chuyên gia được kính trọng trong lĩnh vực Sinh Vật Pháp Thuật Học.
Ông kết hôn với Porpentina Goldstein, và giang hồ đồn đại họ có ít nhất một đứa con trai. Vào đầu những năm 1990, ông đã nghỉ hưu và sống ở Dorset cùng vợ và đám thú cưng Kneazle gồm: Hoppy, Milly, và Mauler.

## Tính cách và đặc điểm nhân vật
Newt Scamander là một người kiên nhẫn, hết lòng với việc nghiên cứu, tìm hiểu thông tin để viết nên cuốn sách thành tựu đời mình "SVHB" ngay cả khi ông đã nghỉ hưu. Ông là một trong những chuyên gia sáng giá trong lĩnh vực Sinh vật pháp thuật học, các tác phẩm của ông được ứng dụng trong chương trình học ở Hogwarts, và được Cộng đồng pháp thuật.
Tuy vậy, ông được đánh giá là người khá lập dị, chỉ cảm thấy thoải mái hơn khi ở cạnh các sinh vật huyền bí hơn là con người. Và theo ông thừa nhận thì có nhiều người cảm thấy khó chịu với ông về việc đó.
Ông không phải là người đánh giá, phân biệt đối xử người khác dựa trên gốc gác, gia tộc, hay đức tin. Ông là người tỏ ra lịch sự đối với Muggle, những người bình thường không có phép thuật như Mary Lou Barebone và Jacob Kowalski – thậm chí trở thành bạn thân của ông. Là người tốt bụng, ông thể hiện sự khinh bỉ với các ý tưởng tàn ác như việc sử dụng Obscurus giết chết một đứa trẻ vì lợi ích cá nhân.
Dù Newt thừa nhận rằng bản thân ông lúc trẻ thường hành động thiếu suy nghĩ. Ví dụ như ông măc kệ chính sách vào thời điểm đó của MACUSA khi gặp sinh vật huyền bí là giết ngay lập tức, ông lại mang con Thunderbird cùng với cái vali đầy nhóc sinh vật huyền bí của mình đến Hoa Kỳ.

## Kỹ năng và năng lực pháp thuật
Năng lực nổi trội của Newt chính là khả năng giao tiếp, theo dõi và chế ngự các sinh vật huyền bí. Ông cũng là một nhà văn xuất chúng, một người kiên nhẫn chăm chỉ, viết rất nhiều ghi chú hay ho, có giá trị về những sinh vật mà ông tìm thấy. Newt cũng là người linh hoạt, phản ứng nhanh với nhiều tình huống nguy hiểm như khi đối mặt với Phù Thủy Hắc Ám.
- Chăm sóc sinh vật huyền bí: Ông quan tâm đến Sinh vật huyền bí từ khi còn nhỏ, với khả năng quan sát tốt, ông thu thập được nhiều kiến thức huyền diệu từ các sinh vật khắp nơi trên thế giới. Ông được vinh danh trên thẻ Phù thủy và được tặng Huân chương Merlin cho lĩnh vực Sinh Vật Pháp Thuật Học.
- Giao tiếp với động vật: Newt đối xử một cách đặc biệt với động vật theo cách mà hầu hết các Pháp sư khác không làm. Ông sở hữu một khả năng bẩm sinh để giao tiếp và liên kết với những con thú của mang nhiều hình dạng, chẳng hạn như Thunderbirds và Bowtruckles – ông đối xử với chúng giống như cha mẹ yêu thương đứa con của mình. Newt cũng có khả năng điều khiển những con thú đặc biệt tương đối nguy hiểm như Swooping Evil (Sà quỷ) để giúp ông ta trong chiến đấu.
- Bùa chú: Newt thể hiện một năng lực xuất chúng trong lĩnh vực bùa chú, có thể dùng bùa triệu hồi một quả trứng từ bên kia căn phòng với một người đàn ông vẫn đang cầm nó, và sửa chữa toàn bộ nửa trên của căn hộ của Jacob Kowalski chỉ trong vài giây. Newt cũng sử dụng bùa Revelio để vạch mặt Grindelwald khi hắn ta thay hình đổi dạng thành người khác với MACUSA. Ông cũng thực hiện xuất sắc bùa mở rộng không gian không thể phát hiện trong chiếc vali của mình, tạo ra đủ không gian, và bản sao của môi trường sống bản địa để giữ nhiều sinh vật huyền bí. Đồng thời tạo ra các điều kiện thời tiết như sa mạc nóng và băng tuyết lạnh lẽo phù hợp cho các sinh vật đó sinh sống chỉ  trong cái vali. Hơn nữa, bằng năng lực bùa chú xuất sắc, ông có thể tạo ra một bong bóng phép thuật có khả năng chứa và duy trì một Obscurus, ngay cả sau khi chủ của nó đã chết.
- Độn thổ: Newt có thể độn thổ trong nhiều tình huống khác nhau, cho phép anh ta tránh được các đòn tấn công từ Obscurus cũng như Gellert Grindelwald.
- Đấu tay đôi: Newt là một nhà đấu tay đôi có khả năng đáng kinh ngạc, lão luyện trong việc sử dụng lời nguyền. Cùng với sự trợ giúp từ Swooping Evil, ông có thể tránh được việc bị nhiều pháp sư trong MACUSA Aurors truy bắt. Newt thậm chí còn có thể tự bảo vệ mình khỏi Gellert Grindelwald, được cho là một trong những pháp sư hắc ám mạnh mẽ nhất mọi thời đại. Ông vẫn sống sót trong cuộc chạm trán, chứng tỏ khả năng tuyệt vời của mình trong chiến đấu.
- Độc dược: Trong các cuốn sách của mình, ông đã viết ra những gợi ý về cách sử dụng các phần của sinh vật huyền bí để chế tạo độc dược. Ông cũng đã thử nghiệm với các loại thuốc mới lạ sử dụng từ nọc độc Swooping Evil.
- Lịch sử của Pháp thuật: Newt cũng đã có kiến thức sâu sắc về lịch sử phép thuật, đặc biệt là Magizoology. Một chương của cuốn "Fantastic Beasts và Where to Find Them" được viết về các định nghĩa về các sinh vật,  tinh thần và cách các định nghĩa đã phát triển trong nhiều thế kỷ qua.
- Muggle học: Newt đã nghiên cứu cách Muggles phản ứng với sinh vật huyền bí và sự khác nhau của những sinh vật huyền bí trong các câu chuyện cổ tích Muggle, giống như nàng tiên với chính họ ngoài đời thực. Ông cũng biết về nhận thức của Muggles về Diricawl – hay Muggle gọi là chim Dodo, mà họ tưởng đã săn nó tới tuyệt chủng. Một chương trong cuốn sách đó, nói về cách nhìn nhận của Muggle về những sinh vật huyền bí.
- Phép thuật phi ngôn ngữ: Newt đã có thể triệu hồi một quả trứng Occamy được giữ trong tay Jacob Kowalski mà không nói câu thần chú. Ông cũng đọc thành tiếng thần chú khi biến một cửa sổ mở thành một chất giống như thạch để bẫy Niffler.
- Nghiên cứu đũa phép: Newt có một số kiến thức về tính chất của lõi cây đũa phép, bao gồm lông đuôi Thunderbird.
- Biến hình: Newt có thể sử dụng bùa Revelio tiên tiến, thứ mà anh ta sử dụng để vạch mặt Gellert Grindelwald.

## Tài sản pháp thuật
Cây đũa phép: Cây đũa phép của Newt được làm từ cây tần bì, chiều dài và vật liệu cốt lõi không xác định.
Vali: Một chiếc vali huyền diệu mê hoặc sử dụng bùa mở rộng không thể phát hiện. Ông có thể che giấu những thứ bên trong từ Muggles bằng cách lật công tắc.
Vào năm 1926, khi đến thăm Hoa Kỳ, những con thú trong chiếc vali của Newt đã trốn thoát, trong đó ông được Percival Graves, một thần sáng MACUSA  mạnh mẽ và người cánh tay phải của Bộ trưởng bộ pháp thuật Mỹ, Seraphina Picquery. Chiếc vali có thế giới riêng với nhiều môi trường sống khác nhau cho mỗi sinh vật.
Hộ chiếu: Newt sở hữu một hộ chiếu muggle được sử dụng trong chuyến đi khắp thế giới của mình.

## Ý nghĩa tên Newton Artemis Fido Scamander
Newton có nguồn gốc từ tên tiếng Anh cổ có nghĩa là "thị trấn mới" và ban đầu là họ. Nhân vật lịch sử nổi tiếng nhất với họ này là Sir Isaac Newton, người được biết đến chủ yếu vì những đóng góp của ông cho các lĩnh vực toán học và vật lý, cũng viết nhiều tác phẩm về giả kim thuật. Một số tác phẩm của ông cho thấy ông đã cố gắng để tạo ra một viên đá của Philosopher, lấy cảm hứng từ Nicolas Flamel thực sự.
Artemis (Ἄρτεμις) là một nữ thần trong thần thoại Hy Lạp, con gái của Zeus và Leto, và em gái sinh đôi của Apollo. Cô ấy là nữ thần mặt trăng, săn bắn, vùng hoang dã, và năng lực thuần hóa động vật hoang dã. Trong huyền thoại, Artemis dành phần lớn thời gian săn bắn của mình, mà cô có điểm chung với Newt, mặc dù anh tìm kiếm động vật hoang dã để bảo tồn hơn là săn bắt chúng.
Fido có nguồn gốc tiếng Latinh, có nghĩa là "Tôi tin tưởng" hoặc "trung thành". Tên Fido thường được kết hợp với một tên chung cho chó cưng ở nhiều quốc gia.
Scamander rất giống với từ salamander, vốn là một loại động vật lưỡng cư trong thế giới thực. Trong thế giới phù thủy, salamanders là những con thằn lằn nhỏ ăn lửa. Mới bắt đầu cũng là một loại kỳ nhông.
Scamander (Σκάμανδρος) là thần sông trong thần thoại Hy Lạp. Sông Scamander (bây giờ được gọi là Karamenderes) chảy qua nơi Chiến tranh Trojan đã được chiến đấu, theo sử thi "Iliad" của Homer.